# 库存现金
库存现金（Cash on hand）是一个会计概念，它只包括企业持有的货币现金，不包括企业在银行的活期存款、银行本票、支票及其他票据。
库存现金是企业的资产，被列在资产负债表中的货币资金科目中。
库存现金是流动性最强的资产，可随时用于购买商品和劳务、支付费用、偿还债务及存入银行。